# Charles R. Knight
Charles Robert Knight (født 21. oktober 1874 i Brooklyn; død 15. april 1953 på Manhattan) var en amerikansk kunstner. 
Han studerede på Metropolitan Museums kunstskole og senere på Art Students League (en). I zoologiske haver i hjemlandet og i Europa studerede han levende dyrs anatomi og bevægelser.
Knight udførte tegninger og malerier af fortidige væsener som blev brugt i undervisning og på museer.
| - Nogle af Knights rekonstruktioner - Knights rekonstruktion af Agathaumas (1897) – grundlag for modellen i filmen The Lost World fra 1925. - Brontosaurus, 1897 - Kamp mellem to Laelaps, i dag kaldet Dryptosaurus, 1897 - Rekonstruerede skeletter af to Dryptosaurus (baseret på forrige) - Tyrannosaurus, 1899 - 10-dollar-seddel fra 1901 med amerikansk bison - Smilodon, 1905 - Trachodon (en), 1909 i dag synonymiseret med Edmontosaurus - Nytårskort, 1922 - Cro-Magnon-kunstnere maler uldhårede mammutter i Font-de-Gaume-hulen i Dordogne, (AMNH) |